# Estación de La Vecilla
La Vecilla o La Vecilla-Valdepiélago  es una estación ferroviaria situada en el municipio español de La Vecilla en la provincia de León, comunidad autónoma de Castilla y León. Forma parte de la red de ancho métrico de Adif, operada por Renfe Operadora a través de su división comercial Renfe Cercanías AM. Está integrada dentro del núcleo de Cercanías León al pertenecer a la línea C-1f, que une la estación de León-Matallana con la estación de Cistierna. Cuenta también con servicios regionales de la línea R-4f, que comunican Léon con Bilbao. En 2021 la estación registró la entrada de 4 809 usuarios, correspondientes a los servicios de cercanías y regionales de Media Distancia.

## Situación ferroviaria
La estación se encuentra en el punto kilométrico 20,9 de la línea férrea de ancho métrico de La Robla y León a Bilbao (conocido como Ferrocarril de La Robla), entre las estaciones de Campohermoso y de Valdepiélago, a 1036,36 metros de altitud. El tramo es de vía única y no está electrificado. 

## Historia
La estación fue abierta al tráfico el 12 de noviembre de 1892 con la puesta en marcha del tramo La Robla-Boñar de la línea que pretendía unir La Robla con Bilbao. La línea no fue oficialmente inaugurada hasta el 11 de agosto de 1894 y La Robla y Bilbao quedaron definitivamente unidas sin transbordo en Valmaseda en 1902.
Las obras y la explotación inicial de la concesión corrieron a cargo de la Sociedad del Ferrocarril Hullero de La Robla a Valmaseda, S.A. (que a partir de 1905 pasó a denominarse Ferrocarriles de La Robla, S.A.). En 1926 se instaló una tercera vía. Durante 1928 se dotó a la estación de un andén para el uso de viajeros.En 1951 se realizaron diversas ampliaciones en la estación y se prolongó la segunda vía. En 1953 se instaló una marquesina al edificio de viajeros.
En 1972, FEVE compró la compañía debido a la decadencia que padecía la línea, provocada por la falta de rentabilidad que sufrió la industria del carbón. Sin embargo, bajo el mandato de la empresa pública la explotación empeoró y la línea se cerró en 1991.
Esta medida no fue bien aceptada por los vecinos de las zonas afectadas que pidieron su reapertura. A partir de 1993, la línea comenzó a prestar servicio por tramos. En noviembre de 1993 se reabrió al tráfico en el tramo entre Matallana y Cistierna y el 19 de mayo de 2003 se reanudó el tráfico de viajeros entre León y Bilbao.
Desde el 1 de enero de 2013, se disolvió la empresa Feve en un intento del gobierno por unificar vía ancha y estrecha, encomendándose la titularidad de las instalaciones ferroviarias a Adif y la explotación de los servicios ferroviarios a Renfe Operadora, distinguiéndose la división comercial de Renfe Cercanías AM para los servicios de pasajeros y de Renfe Mercancías para los servicios de mercancías.

## La estación
Forma parte de las estaciones originales de la línea. La estación se encuentra en las afueras del núcleo urbano a 800 metros del centro de la localidad. En 2022 Adif anunció futuras actuaciones en la estación, consistentes en acondicionar andenes, supresión del bloqueo telefónico y automatización de la línea.

## Servicios ferroviarios

### Regionales
Los trenes regionales que realizan el recorrido León - Bilbao (línea R-4f) tienen parada en la estación. Su frecuencia es de 1 tren diario por sentido. En las estaciones en cursiva, la parada es discrecional, es decir, el tren se detiene si hay viajeros a bordo que quieran bajar o viajeros en la parada que manifiesten de forma inequívoca que quieren subir. Este sistema permite agilizar los tiempos de trayecto reduciendo paradas innecesarias. Las conexiones  entre La Vecilla y el resto de estaciones, para los trayectos regionales, se efectúan exclusivamente con composiciones de la serie 2700.
| Línea | Origen/Destino | Paradas intermedias | Destino/Origen |
| ----- | --- | ------------------- | -------------- |
|       | Amézola · Basurto Hospital · Zorroza-Zorrozgoiti · Iráuregui · Zaramillo · Sodupe · Aranguren · Aranguren-Apeadero · Zalla · Valmaseda · Arla-Berrón · Ungo-Nava · Mercadillo-Villasana · Cadagua · Bercedo-Montija · Quintana de Los Prados · Espinosa de los Monteros · Redondo · Sotoscueva · Pedrosa · Dosante Cidad · Robredo Ahedo · Soncillo · Cabañas de Virtus · Arija · Llano · Las Rozas de Valdearroyo · Montes Claros · Los Carabeos · Mataporquera · Cillamayor · Salinas de Pisuerga · Vado-Cervera · Castrejón de la Peña · Villaverde-Tarilonte · Santibáñez de la Peña · Guardo-Apeadero · Guardo · La Espina · Valcuende · Puente Almuhey · Cerezal de la Guzpeña · Prado de la Guzpeña · La Llama de la Guzpeña · Valle de las Casas · Sorriba · Cistierna · La Ercina · Boñar · La Vecilla · Matallana · San Feliz · Asunción/Universidad · Ventas/San Mamés | León-Matallana      |                |

### Cercanías
Forma parte de la línea C-1f (León - Guardo-Apeadero) de Cercanías León. Tiene una frecuencia de servicios diaria de 6 trenes diarios por sentido en la relación León-Cistierna. Uno de ellos se prolonga hasta Guardo-Apeadero. Los servicios ferroviarias entre La Vecilla y el resto de estaciones de la línea, para los trayectos de cercanías, se prestan con composiciones serie 2700 y de la serie 2600.